# Radó von Kövesligethy

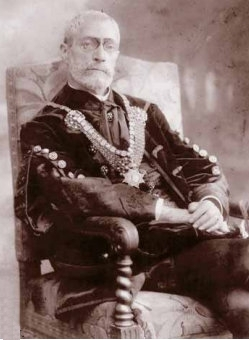
Radó von Kövesligethy

Radó von Kövesligethy (Verona, Imperio Austro-Húngaro 1 de septiembre de 1862 – Budapest, Hungría 11 de octubre de 1934) fue un astrofísico húngaro.
Desarrollo la primera ecuación espectral de radiación del cuerpo negro que fue publicada quince años antes de Max Planck, en 1885 en húngaro y en 1890 en alemán, que utilizó para estimar la temperatura de varios cuerpos celestes, incluyendo el Sol y también formuló las leyes para establecer el epicentro de un terremoto.
Fue asistente de Loránd Eötvös.